# Klättertjuven
Klättertjuven (i Finland: Klättertjejen och Klättertösen, danska: Klatretøsen) är en dansk familjefilm från 2002 i regi av Hans Fabian Wullenweber med manus av Nikolaj Arcel efter en idé av Erlend Loe, Arcel och Wullenweber.
Filmen fick 2004 en amerikansk nyinspelning med namnet Catch That Kid, men som också fick namnet Klättertjuven på svenska.

## Handling
Ida är en flicka som bestämmer sig för att skaffa pengar till en dyr operation av sin sjuka pappa genom att bryta sin in på banken där hennes mamma jobbar som säkerhetsvakt.

## Rollista
- Julie Zangenberg − Ida
- Stefan Pagels Andersen − Sebastian
- Mads Ravn − Jonas
- William Haugaard Petersen – William
- Lars Bom − Idas pappa, Klaus
- Nastja Arcel − Idas mamma, Maria
- Anders W. Berthelsen − Henrik, vakt
- Jens Brygmann − Hartmann, bankdirektör
- Janus Nabil Bakrawi – Carlos Fernandes
- Caspar Jexlev Fomsgaard – Jonny
- Mads M. Nielsen − banktjänsteman
- Rasmus Haxen – poliskommissarien
- Anne Lilballe – läkaren
- Pernille Brems – sjuksköterskan
- Christiane Bjørn Nielsen – sekreteraren
- Sigurd Emil Roldborg – truckchaufför
- Ulle Bjørn Bengtsson – portvakt
- Frank Thiel Rasmussen – journalist
- Bettina Birk Jensen – arkitekt
- Anja Brohammer – arkitekt
- Peter Hartmann – polis
- Stig Günther – polis
- Karin Rørbech – Hartmanns flirt
- Maria Young – kvinna på fest
- Michael Lerche Barlach – Jonas pappa
- Charlotte Illum Gasmann – Jonas mamma

## Produktion
Filmen producerades av Nimbus Film i samproduktion med Christiania Film, Memfis Film, Zentropa, Sandrew Entertainment och TV 2. Filmen distribuerades i Danmark och Sverige av Sandrew Metronome medan den internationella distributionen sköttes av TrustNordisk.
Filmen spelades in på bland annat Herlev sjukhus.